# Rodersdorf
Rodersdorf é uma comuna da Suíça, situada no distrito de Dorneck, no cantão de Soleura. Tem 5,29 km² de área e sua população em 2018 foi estimada em 1.310 habitantes.